# Novakid
Novakid Inc. – amerykańskie przedsiębiorstwo informatyczne z siedzibą w San Francisco w Kalifornii. Jest właścicielem międzynarodowej platformy edukacyjnej Novakid do nauki języka angielskiego online dla dzieci w wieku od 4 do 12 lat. Zajęcia odbywają się online z wykorzystaniem technologii cyfrowych i elementów grywalizacji.

## Historia
Firma Novakid została założona w 2017 roku przez przedsiębiorców z branży IT – Maxima Azarova, Dmitrija Malina i Amy Królevetskaya.
W Polsce projekt Novakid rozpoczął działalność na początku 2018 roku. W latach 2019–2020 platforma internetowa zaczęła działać w Hiszpanii, we Włoszech, Francji, Niemczech i Europie Wschodniej oraz w krajach Bliskiego Wschodu i Afryki Północnej: Katarze, Arabii Saudyjskiej i Jemenie. Pod koniec 2020 roku firma rozpoczęła działalność w Japonii, Korei Południowej, Indonezji i Malezji. W pierwszej połowie 2021 roku liczba aktywnych klientów platformy wzrosła o 350 proc. w stosunku do roku 2020 i przekroczyła 50 tys. aktywnych uczniów. Liczba przeprowadzonych lekcji przekroczyła próg 2,2 mln.
W 2021 roku firma z branży EdTech rozszerzyła swoją działalność na kilka nowych krajów w Europie Północno-Wschodniej oraz w regionie Południowej Azji i Pacyfiku, a także umocniła swoją pozycję w państwach Europy i w regionie Bliskiego Wschodu i Afryki Północnej. Ponadto firma Novakid uruchomiła pierwszy, autorski Świat Gier edukacyjnych online.
W 2022 roku z platformy Novakid korzystało ponad 500 000 użytkowników z 49 krajów, z czego 70 000 to aktywni użytkownicy. 80% przychodów firmy pochodzi z Europy, 12% z regionu Bliskiego Wschodu i Afryki Północnej, a pozostałe 8% z regionu Azji i Pacyfiku. Największe wzrosty platforma notuje we Włoszech, Francji, Niemczech i Izraelu. W 2021 roku nauczyciele Novakid przeprowadzili ponad 2,4 miliona lekcji, ponad dwukrotnie więcej niż w 2020 roku. W 2021 roku firma J’son & Partners przeprowadziła badanie „English Language Learning Market, 2021. ESL for Kids: Online-Schools and Trends”, w ramach którego dokonała przeglądu rynku szkół, które nauczają języka angielskiego metodą ESL (English As a Second Language). W zestawieniu tym szkoła języka angielskiego Novakid otrzymała najwyższe noty wśród platform ESL dla dzieci, które działają w oparciu o model indywidualnych lekcji z lektorem.

## Format uczenia się
Program szkoleniowy podzielony jest na pięć poziomów, przeznaczonych dla uczniów w różnym wieku i o różnym stopniu przygotowania. System poziomów jest zgodny z klasyfikacją CEFR. Na wszystkich etapach szkolenia wykorzystywane są minigry, interaktywne zadania, system wirtualnych nagród i inne elementy grywalizacji.
Podstawą nauczania języka angielskiego w Novakid jest podejście komunikacyjne. Nacisk kładziony jest na naukę nowego materiału poprzez komunikację i dialog z nauczycielem. Aby uczyć małe dzieci, wykorzystuje się technikę pełnej reakcji fizycznej, zadania w grze i system nagród.